# Cuscuta kotschyana
Cuscuta kotschyana là một loài thực vật có hoa trong họ Bìm bìm. Loài này được Boiss. mô tả khoa học đầu tiên năm 1846.